# Duke of Gordon

Wappen des Duke of Richmond, Lennox and Gordon

Duke of Gordon ist ein erblicher britischer Adelstitel. Er wurde 1684 in der Peerage of Scotland verliehen, erlosch 1836 und wurde 1876 erneut, diesmal in der Peerage of the United Kingdom verliehen.

## Erste Verleihung
Der Titel des Duke of Gordon wurde erstmals am 3. November 1684 an George Gordon, 4. Marquess of Huntly verliehen. Die Verleihung erfolgte zusammen mit den nachgeordneten Titeln Earl of Huntly and Enzie, Viscount of Inverness und Lord Badenoch, Lochaber, Strathavon, Balmore, Auchindoun, Garthie and Kincardine. Er führte bereits die am 17. April 1599 geschaffenen Titel Marquess of Huntly, Earl of Enzie und Lord Gordon of Badenoch, sowie den 1445 geschaffenen Titel Earl of Huntly. Alle diese Titel gehören bzw. gehörten zur Peerage of Scotland. Der 4. Duke wurde am 2. Juli 1784 zudem in der Peerage of Great Britain zum Earl of Norwich, in the County of Norwich, und Baron Gordon of Huntley, in the County of Gloucester, erhoben und erbte 1819 von seiner Großmutter den am 4. Mai 1529 in der Peerage of England geschaffenen Titel Baron Mordaunt.
Stammsitz der Familie der Gordons war Gordon Castle. Beim Tod des 5. Duke 1836 erlosch das Dukedom samt den übrigen 1684 und 1784 geschaffenen Titeln, die Baronie Mordaunt ist seither abeyant, das Marquessate of Huntly fiel an eine Seitenlinie der Familie Gordon.

## Zweite Verleihung
Am 13. Januar 1876 wurde der Titel in zweiter Verleihung für Charles Gordon-Lennox, 6. Duke of Richmond, den Neffen des verstorbenen 5. Duke of Gordon, in der Peerage of the United Kingdom neu geschaffen. Zusammen mit dem Dukedom wurde ihm der nachgeordnete Titel Earl of Kinrara verliehen. Er führte bereits die Titel Duke of Richmond und Duke of Lennox. Die drei Dukedoms sind seither vereint.
Stammsitz der Familie Gordon-Lennox ist Goodwood House bei Chichester in West Sussex.

## Liste der Dukes of Gordon

### Dukes of Gordon, erste Verleihung (1684)
- George Gordon, 1. Duke of Gordon (1649–1716)
- Alexander Gordon, 2. Duke of Gordon (1678–1728)
- Cosmo George Gordon, 3. Duke of Gordon (1720–1752)
- Alexander Gordon, 4. Duke of Gordon (1743–1827)
- George Gordon, 5. Duke of Gordon (1770–1836)

### Dukes of Gordon, zweite Verleihung (1876)
- Charles Gordon-Lennox, 6. Duke of Richmond, 6. Duke of Lennox, 1. Duke of Gordon (1818–1903)
- Charles Gordon-Lennox, 7. Duke of Richmond, 7. Duke of Lennox, 2. Duke of Gordon (1845–1928)
- Charles Gordon-Lennox, 8. Duke of Richmond, 8. Duke of Lennox, 3. Duke of Gordon (1870–1935)
- Frederick Gordon-Lennox, 9. Duke of Richmond, 9. Duke of Lennox, 4. Duke of Gordon (1904–1989)
- Charles Gordon-Lennox, 10. Duke of Richmond, 10. Duke of Lennox, 5. Duke of Gordon (1929–2017)
- Charles Gordon-Lennox, 11. Duke of Richmond, 11. Duke of Lennox, 6. Duke of Gordon (* 1955)

Titelerbe (Heir apparent) ist der Sohn des aktuellen Titelinhabers Charles Henry Gordon-Lennox, Earl of March and Kinrara (* 1994).